# Pasadena Roof Orchestra

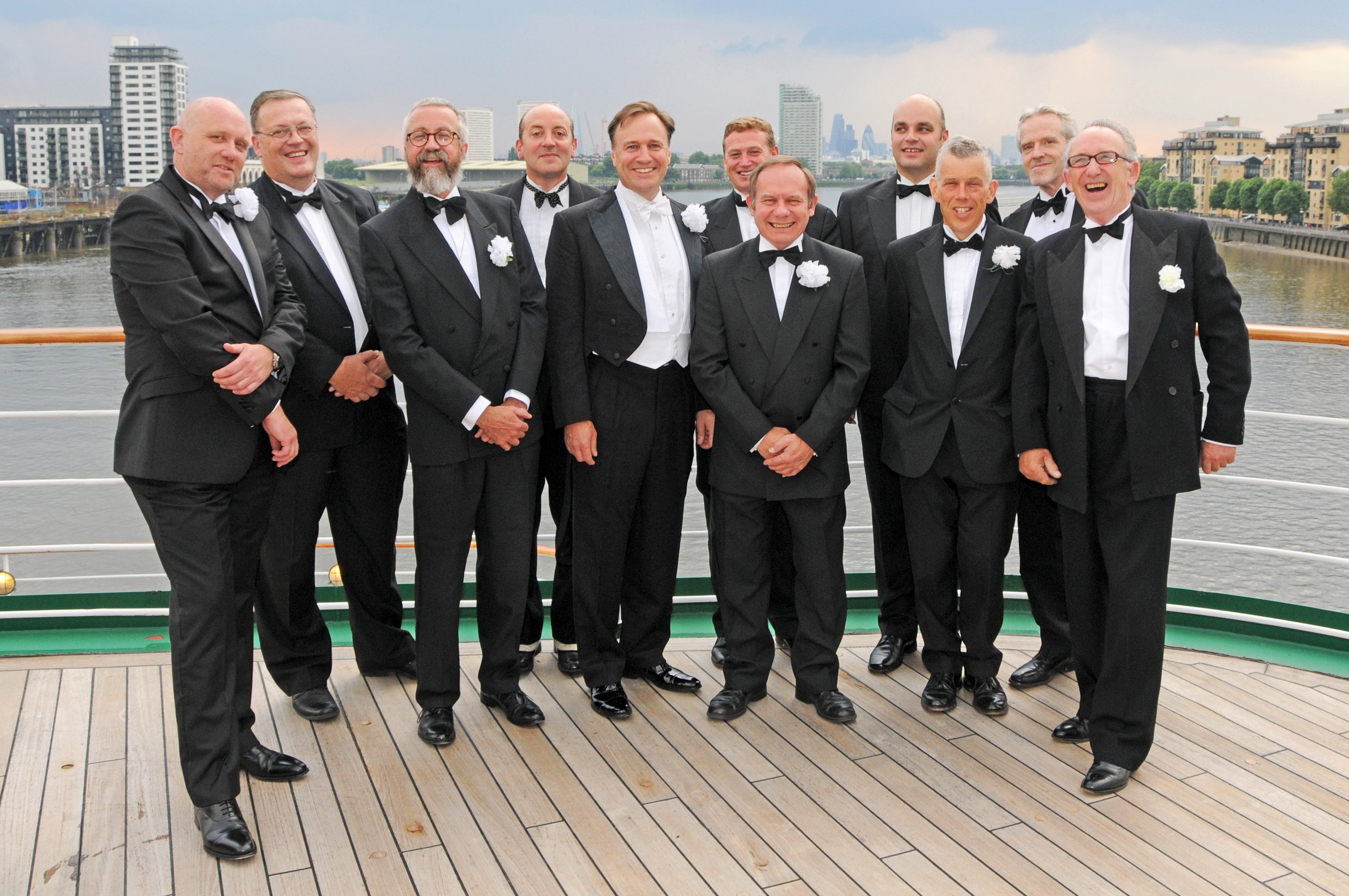
The Pasadena Roof Orchestra, 2014.

The Pasadena Roof Orchestra — британський біг-бенд, заснований 1969 року Джоном Арті. Репертуар оркестру складають твори таких музичних жанрів, як джаз, регтайм і свінг, а також танцювальна музика 1920-1930-х років.

## Історія колективу та творчий шлях
Вважається, що приводом до створення The Pasadena Roof Orchestra послужили кілька сотень аранжувань для свінгових та танцювальних композицій, подарованих Джону Арті після того, як він розмістив оголошення по всьому Манчестеру про набір музикантів в ансамбль. Арті був булочником і не мав професійної музичної освіти, проте грав на контрабасі і сузафоні. Разом зі своїми друзями він і створив The Pasadena Roof Orchestra, взявши на себе роль керівника. Назва оркестру дала улюблена пісня Арті «Home in Pasadena», написана Гаррі Ворреном. Перша репетиція біг-бенду відбулася 3 листопада 1969 року.
До 1974 році The Pasadena Roof Orchestra добилися популярності і випустили свою першу платівку, яка так і називалася: «The Pasadena Roof Orchestra», в 1975 році вона була представлена на музичній виставці MIDEM в Каннах. У наступні роки біг-бенд багато гастролював, музиканти побували в Туреччині, Гонконзі, ОАЕ, Фінляндії, Ірландії, Малайзії, а також Німеччині, де публіка приймала оркестр особливо тепло. Колектив давав концерти  у Лондоні, музичному залі Musikhalle в Гамбурзі, Театрі принца-регента в Мюнхені, брав участь у джазовому фестивалі в Монтре. В США The Pasadena Roof Orchestra виступали з гастролями два рази: в 1993 і 2001 роках.
Біг-бенд також був задіяний у записі саундтреків до фільмів, зокрема, «Прекрасний жиголо, бідний жиголо» (1979) з Девідом Боуї і Марлен Дітріх, «Сахара» (1983) з Брук Шилдс і «Комедійні гармоністи» (1997) режисера Йозефа Фільсмайера.
У 1990-х The Pasadena Roof Orchestra записали кілька композицій разом з The Swing Sisters, а в 2000-х почали співпрацювати і з представниками поп-сцени, в тому числі з Брайаном Феррі і Роббі Вільямсом.
Незважаючи на часту зміну музикантів і солістів, оркестр з самого початку залишався вірним своєму стилю, який полягав у виконанні раннього свінгу, синкопованного фокстротного ту-біта, салонно-танцювальної музики, світ-джазу, діксіленду, а також класичних джазових стандартів, таких як "Puttin' on the Ritz", "Tiger Rag", "Georgia on My Mind", "Bei mir bist du schön" і "Singin' in the Rain".

## Учасники
| - Джон Арті (засновник, керівник колективу, 1969-1997) - Тоні Кук (труба, 1969-1975) - Джозефін Гурр (саксофон, кларнет, 1969-1972) - Кріс МакДональд (саксофон, кларнет, аранжування, 1969-1974) - Джон Перрі (вокал, 1969-1976) - Дейв Прайс (банджо, 1969-1971) - Джейк Спэлдинг (труба, 1969-1973) - Баррі Тайлер (перкусія, ударні, 1970) - Бив Триггс (банджо, 1971-1972) - Тому Колберт (фортепіано, 1972) - Альберт Седлер (банджо, 1972-1975) - Пітер Бересфорд (скрипка, 1972-1975) - Джон Брайт (банджо, 1972-1975) - Кен Хьюз (альт-саксофон, 1972-1975) - Боб Ренвойз (тромбон, аранжування, 1972-1987) - Енді Паммель (саксофон, кларнет, 1972-1996) - Стен Ивсон (фортепіано, 1974) - Дерек Джонс (ударні, 1974) - Девід Меннінг (труба, 1974) - Клайв Пейн (тенор-саксофон, 1974) - Баррі Вільямс (скрипка, 1975-1978) - Клайв Бейкер (труба, 1976-1984) - Джон Баррон (банджо, гітара, 1977) - Боб Хант (тромбон, 1977 і 1988) - Майкл Генрі (труба, корнет, флюгельгорн, 1978-1990) - Робін Меррілл (вокал, 1979-1988) - Дей Прітчард (саксофон, кларнет, з 1981) | - Кейт Геммель(саксофон, кларнет, вокал, аранжування, 1983-1997) - Джон Саттон (ударні, керівник, 1985-2005) - Роберт Фоулер (саксофон, кларнет, з 1987) - Майкл Холмс (вокал, фортепіано, 1987-1991) - Енріко Томассо (труба, корнет, флюгельгорн, вокал, 1987-1993) - Дункан Геллоуей (вокал, 1988-1994, з 2002) - Пітер Воррен (банджо, гітара, 1989) - Стівен Шо (вокал, тромбон, 1989-2002) - Шон Мойес (банджо, гітара, 1990) - Грехем Робертс (банджо, гітара, 1990-1999 і з 2007) - Малкольм Бакстер (труба, з 1991) - Саймон Таунли(фортепіано, аранжування, з 1992) - Девід Форд (труба, з 1996) - Джеймс Ленгтон (керівник, вокал, 1996-2002) - Ден Хаммертон (труба, 1996-2002) - Джеймс Сканнелль (саксофон, кларнет, 1997-2001) - Девід Беррі (контрабас, сузафон, туба, з 1998) - Нік Пейтон (саксофон, кларнет, 1998-2002) - Ендрю Куц (банджо, гітара, 1999-2002) - Олівер Уилби (саксофон, кларнет, з 2002) - Чарлі Бейкер (вокал, 2002) - Луїс Кукман (вокал, 2002) - Пол Джонс (альт-саксофон, кларнет, 2002) - Джеймс Пірсон (фортепіано, 2002) - Стів Кальдштад (саксофон, кларнет, 2002-2007) - Едріен Фрай(тромбон, з 2011) |

## Вибрана дискографія
| - The Pasadena Roof Orchestra (1974) - Good News (1975) - On Tour (1975) - Isn’t It Romantic (1976) - The Show Must Go On (1977) - A Talking Picture (1978) - Anthology (1978) - Night Out (1979) - Crazy Words, Crazy Tunes (1982) - Happy Feet (1987) - …Steppin' Out (1989); - 42nd Street (1990) | - Breakaway (1991) - The Collection (1992) - 25th Anniversary Album (1993) - Rhythm is our Business (1996) - The Best of the Pasadena Roof Orchestra: Lullaby of Broadway (1997) - Home in Pasadena: Very Best of the Pasadena Roof Orchestra (1998) - Swing That Music! (1998) - 30th Anniversary (2001) - Here & Now (2002) - Roots of Swing (2008) - Licensed To Swing (2011) |